# Kupčina Žumberačka
Kupčina Žumberačka je naseljeno mjesto u Republici Hrvatskoj u Zagrebačkoj županiji. 

## Zemljopis
Administrativno je u sastavu općine Žumberak. Naselje se proteže na površini od 4,13 km².

## Stanovništvo
Prema popisu stanovništva iz 2001. godine u naselju Kupčina Žumberačka žive 64 stanovnika i to u 30 kućanstava. Gustoća naseljenosti iznosi 15,50 st./km².
| broj stanovnika | 189   | 216   | 205   | 233   | 217   | 207   | 210   | 227   | 206   | 190   | 172   | 148   | 133   | 108   | 64    | 39    | 22    |
|                 | 1857. | 1869. | 1880. | 1890. | 1900. | 1910. | 1921. | 1931. | 1948. | 1953. | 1961. | 1971. | 1981. | 1991. | 2001. | 2011. | 2021. |